# KF Shkupi
KF Shkupi (Klubi Futbollistik Shkupi) – północnomacedoński klub piłkarski, mający siedzibę w dzielnicy Czair w stolicy kraju Skopje. W północnomacedońskich mediach czasem jest przedstawiany jako FK Skopje.

## Historia
Klub został założony w 2012 roku jako Shkupi po fuzji klubów FC Albarsa i Słoga Skopje. Klub został kontynuatorem historii Słogi. W sezonie 2012/13 brał udział w rozgrywkach III ligi, zdobywając najpierw mistrzostwo jednej z grup, a potem przegrywając w meczach play-off z Tiweriją Strumica o awans do drugiej ligi. Po połączeniu z drugoligowym Korzo Prilep w sezonie 2013/14 wystartował w rozgrywkach II ligi. Po dwóch latach zajął pierwsze miejsce w II lidze i wywalczył historyczny awans do I ligi.

## Sukcesy

### Trofea krajowe
| \| \| Zdobyte trofea w rozgrywkach Macedonii Północnej (stan na: 01-09-2019) \| |                                                                        |      |           |
| Rozgrywki                                                                       | Osiągnięcie                                                            | Razy | Sezon(y)  |
| Mistrzostwo                                                                     | I miejsce                                                              | 1    | 2021/22   |
| Mistrzostwo                                                                     | II miejsce                                                             | 1    | 2020/21   |
| Mistrzostwo                                                                     | III miejsce                                                            | 0    |           |
| Puchar                                                                          | zdobywca                                                               | 0    |           |
| Puchar                                                                          | finalista                                                              | 0    |           |
| Puchar                                                                          | 1/4 finału                                                             | 1    | 2016/2017 |
| II liga                                                                         | I miejsce                                                              | 1    | 2014/2015 |
| II liga                                                                         | II miejsce                                                             | 0    |           |
| II liga                                                                         | III miejsce                                                            | 0    |           |
| Macedonia Północna                                                              | Zdobyte trofea w rozgrywkach Macedonii Północnej (stan na: 01-09-2019) |      |           |

## Stadion
Klub rozgrywa swoje mecze domowe na stadionie Czair w Skopje, który może pomieścić 6 000 widzów.

## Europejskie puchary
Legenda do wszystkich tabel:
- Q – runda eliminacyjna, 1/16, 1/8, 1/4, 1/2 – odpowiednia faza rozgrywek, Grupa – runda grupowa, 1r gr – pierwsza runda grupowa, 2r gr – druga runda grupowa, F – finał, R – runda, PO – play-off
- k. – rzuty karne, los. – losowanie, Dogr. – dogrywka, w. – zasada bramek strzelonych na wyjeździe

| Sezon   | Rozgrywki               | Runda | Klub             | Dom     | Wyjazd  | Ogólnie |
| ------- | ----------------------- | ----- | ---------------- | ------- | ------- | ------- |
| 2018/19 | Liga Europy             | 1Q    | Rangers          | 0–0     | 0–2     | 0–2     |
| 2019/20 | Liga Europy             | 1Q    | Piunik Erywań    | 1–2     | 3–3     | 4–5     |
| 2020/21 | Liga Europy             | 1Q    | Neftçi PFK       | 1–2 (W) | 1–2 (W) | 1–2 (W) |
| 2021/22 | Liga Konferencji Europy | 1Q    | Llapi Podujevo   | 2–0     | 1–1     | 3–1     |
| 2021/22 | Liga Konferencji Europy | 2Q    | CD Santa Clara   | 0–3     | 0–2     | 0–5     |
| 2022/23 | Liga Mistrzów           | 1Q    | Lincoln Red Imps | 3–0     | 0–2     | 3–2     |
| 2022/23 | Liga Mistrzów           | 2Q    | Dinamo Zagrzeb   | 0–1     | 2–2     | 2–3     |
| 2022/23 | Liga Europy             | 3Q    | Shamrock Rovers  | 1–2     | 1–3     | 2–5     |
| 2022/23 | Liga Konferencji Europy | PO    | Ballkani         | 1–2     | 0–1     | 1–3     |
| 2023/24 | Liga Konferencji Europy | 1Q    | FC Hegelmann     | 0–0     | 5–0     | 5–0     |
| 2023/24 | Liga Konferencji Europy | 2Q    | Lewski Sofia     | 0–2     | 0–1     | 0–3     |